# Ivy Shao
Ivy Shao (traditionell kinesiska: 邵雨薇; förenklad kinesiska: 邵雨薇; pinyin: Shao Yu Wei), född 21 september 1989, är en taiwanesisk skådespelare och sångare.

## Filmografi

### TV-serier (urval)
- CSIC 2 (CTV, 2019)
- Love & π (TTV, 2018)
- Sweet Combat (Hunan TV, 2018)
- Game Not Over (Coture, 2017)
- The Perfect Match (SETTV, 2017)
- Back to 1989 (SETTV, 2016)
- Mei Li De Mi Mi (Hunan TV, 2015)
- Xiao Hua De Tie Shen Gao Shou (iQIYi, 2015)
- When I See You Again (TTV, 2015)
- Love at Second Sight (Hunan TV, 2014)
- Fabulous 30 (SETTV, 2014)
- A Hint of You (SETTV, 2013)
- Confucius (CTV, 2012)
- Skip-Beat! (FTV, 2011) cameo